# Активност на радиоактивен източник
Активност на радиоактивен източник е отношението на средния брой спонтанни ядрени превръщания (разпадания) в радиоактивния източник за малък интервал от време и продължителността на този интервал. Единицата за активност в системата SI е бекерел с означение Bq. Размерността на тази единица е 1/s. Измерва се и в кюри (Ci), като 1 Ci се равнява на 3,7×1010 Bq.